# Fear the Voices
«Fear the Voices» es el último sencillo de Alice in Chains con su vocalista original, Layne Staley y el único sencillo coescrito por el bajista Mike Starr. La canción estuvo incluida en el box set, Music Bank (1999).

## Origen y grabación
«Fear the Voices» es un outtake (toma descartada) del álbum Dirt (1992). La canción quedó sin ser publicada hasta 1999, cuando formó parte del box set, Music Bank (1999).

## Personal
- Layne Staley - Voz principal
- Jerry Cantrell - Guitarra y coros
- Mike Starr - Bajo
- Sean Kinney - Batería

## Posicionamiento
| Listas (1999)                  | Posición |
| ------------------------------ | -------- |
| US Mainstream Rock (Billboard) | 11       |